# Коротке повчання у коханні
«Коротке повчання у коханні» («Īsa pamācība mīlēšanā») — радянський художній фільм 1982 року, знятий режисером Імантсом Кренбергсом на Ризькій кіностудії.

## Сюжет
За мотивами оповідань Р. Блауманіса. Історія одруження сільського хлопця Яніса, який мріє знайти вірну супутницю життя і віддану помічницю у нелегкій селянській праці. Багато матусь намагалися прилаштувати своїх дочок, що засиділися в дівках, але хитрий і веселий хлопець, прикинувшись глухим, швидко розібрався в наречених і знайшов те, що шукав. У фільмі багато пісень та танців.

## У ролях
- Роландс Загорскіс — Яніс
- Едуардс Павулс — Пакулс
- Есмералда Ермале — Ілзе
- Майя Егліте — Аліда
- Діана Занде — Роза
- Анда Зайце — Магоне, дочка шинкаря
- Ліліта Озоліня — Анна
- Лаймдота Шуркуса — Заплізе
- Еріка Ферда — мати Анни
- Улдіс Пуцитіс — Вейш
- Айварс Сіліньш — Юріс
- Е. Треймане — Лізіня
- Гунарс Плаценс — Вісваріс
- Освалдс Берзіньш — батько Яніса
- Хелена Романова — мати Яна
- Антра Лієдскалниня — Піпетая
- Світлана Блесс-Путе — Тергатая
- Ілга Вітола — Пукстетая
- Айя Баумане — дружина шинкаря
- Артур Екіс — шинкар
- Улдіс Ваздікс — працівник на млині
- Олександр Румянцев — Рейніс
- Артурс Блукс — Теофілс
- Яніс Пірвіц — лікар
- Алфредс Саусне — дзвонар
- Едгарс Лієпіньш — співак на ярмарку
- Ляля Чорна — ворожка на ярмарку
- Егонс Бесеріс — епізод
- Родіон Гордієнко — епізод
- Астріда Гулбе — епізод
- Андріс Берзіньш — епізод
- Яніс Паукштелло — епізод
- Талівалдіс Аболіньш — епізод
- Болеславс Ружс — епізод
- Едгар Звея — епізод
- Ілга Томасе — епізод
- Велта Страуме — епізод
- Мартіньш Вердіньш — епізод
- Мілена Гулбе — епізод
- Іоланта Суворова — епізод
- Варіс Ветра — епізод
- Олександр Бєлявський — читає текст

## Знімальна група
- Режисер — Імантс Кренбергс
- Сценаристи — Імантс Кренбергс, Арнольд Лініньш
- Оператор — Іварс Селецкіс
- Композитор — Раймонд Паулс
- Художник — Дайліс Рожлапа